# Bright Eyes
Bright Eyes je americká indie rocková skupina založená písničkářem a kytaristou Conorem Oberstem. Jejími stálými členy jsou Oberst, hudebník a producent Mike Mogis a trumpetista a pianista Nate Walcott. Za dobu jejího působení se skupinou spolupracovalo mnoho dalších hudebníků (např. písničkářka Emmylou Harris).

## Diskografie
- A Collection of Songs Written and Recorded 1995–1997 (1998)
- Letting Off the Happines (1998); píseň „Tereza and Tomas“ z tohoto alba byla inspirována knihou Milana Kundery Nesnesitelná lehkost bytí
- Fevers and Mirrors (2000)
- Lifted or The Story Is in the Soil, Keep Your Ear to the Ground (2002); až s tímto albem získali Bright Eyes národní pozornost. O skupině vyšly články v The New York Times, The Los Angeles Times, časopisu Time, Rolling Stone, Blender, Spin. Mnohé z nich označily Obersta jako významného nového umělce. Album slavilo úspěch, prodalo se ho více než 250 000 kusů
- I’m Wide Awake, It’s Morning (2005)
- Digital Ash In a Digital Urn (2005); 25. ledna 2005 vydali Bright Eyes dvě odlišná alba. I’m Wike Awake, It’s Morning je folkové a obsahuje singly „First Day of My Life“ a „Lua“. Digital Ash In a Digital Urn je elektro-popové a obsahuje singly „Take It Easy (Love Nothing)“ a „Easy/Lucky/Free“. Alba se umístila na 10. a 15. místě v žebříčku časopisu Billboard. Alba následovalo světové turné, část s albem I’m Wide Awake a část s Digital Ash. V roce 2005 dělali Bright Eyes předskokana skupině R.E.M na jejím turné v Austrálii, kde měli i vlastní koncerty. 2. května 2005 se skupina objevila v The Tonight Show Jaye Lena, kde zahrála protestsong „When the President Talks to God“, v překladu „Když prezident mluví s Bohem“, kritizující George W. Bushe. Tato píseň vyhrála ocenění „píseň roku“ v PLUG Independent Music Award, stejně tak Bright Eyes jako „skupina roku“. Speciální uznání za videoklip k písni „First Day of My Life“ získala v 17th GLAAD Media Awards. Časopis Time označil I’m Wide Awake, It's Morning v žebříčku 10 nejlepších alb roku
- Cassadaga (2007); v roce 2007 vydali Bright Eyes EP Four Winds, následované albem Cassadaga. K tomuto albu jela skupina turné po Severní Americe, Evropě a Japonsku. V červnu Bright Eyes vystoupili v talkshow Davida Lettermana s písní „Hot Knives“
- The People’s Key (2010); album bylo vydané 15. února 2010 (v den narozenin Conora Obersta). Obsahuje singly „Jejune Stars“ a „Shell Games“. Skupina ohlásila, že toto album bude možná její poslední. The People’s Key se od folku přesouvá spíš k rocku, Oberst prohlásil, že album by mělo být, „pro nedostatek lepšího výrazu – „současné“, či „moderní““. Brigth Eyes se objevili v show Davida Lettermana s písní „Jejune Stars“ a v „The Tonight Show“ Jaye Lena s písní „Beginner’s Mind“. V České republice skupina vystoupila 4. července 2011 v rámci festivalu Rock for People